# 托卡雷韋
47°18′6″N 33°9′51″E / 47.30167°N 33.16417°E
托卡雷韋（烏克蘭語：Токареве）是位於烏克蘭南部的村莊，由赫爾松州貝里斯拉夫區的大亚历山德里夫卡市镇負責管轄。該村始建於1943年，面積0.4平方公里，海拔高度62米，2001年人口173，人口密度每平方公里431.4人。